# Solanum paranense
Solanum paranense là loài thực vật có hoa trong họ Cà. Loài này được Dusén miêu tả khoa học đầu tiên năm 1910.